# Birgitta Sacrédeus
Elin Birgitta Sacredeus, född 3 juli 1959 i Vetlanda församling, Jönköpings län, är en kristdemokratisk politiker och gymnasielärare. Hon är regionråd och ordförande i Regionala utvecklingsnämnden i Region Dalarna. Hon är ersättare i Europaparlamentet och ledamot i Mora kommunfullmäktige.

## Biografi
Birgitta Sacrédeus är uppvuxen i Vetlanda i Småland. Under gymnasieåren studerade hon en period i USA innan hon flyttade till Lund för lärarstudier. 1985 fick hon efter fullgjorda studier en tjänst som lärare i svenska och religionshistoria i Ludvika.
Hon är sedan 1986 boende i Mora i Dalarnas län. Hon är gift med Lennart Sacrédeus och tillsammans har de tre barn.

## Politisk gärning
Birgitta Sacrédeus var andre vice ordförande för Kristdemokratiska ungdomsförbundet åren 1987–1988 och förste vice ordförande  1988–1990.
År 1988 kom Sacrédeus in i Mora kommunfullmäktige. Från den lokala Mora-politiken gick Sacrédeus sedan vidare till den regionala politiken och hon blev på tidigt 1990-tal oppositionsråd i dåvarande Landstinget Dalarna, ett uppdrag hon hade fram till maktskiftet 2018.
Efter att Kristdemokraterna ökat från 3 till 6 mandat i Regionfullmäktige efter landstingsvalet 2018 bildade man styre tillsammans med 5 andra partier, i en koalition kallad Dalasamverkan. Birgitta Sacrédeus blev då regionråd och ordförande i Regionala utvecklingsnämnden.
I EU-valet 2019 stod Sacrédeus på femte plats på Kristdemokraternas lista, vilket gav henne en ersättarplats i Europaparlamentet.